# حوزه انتخابیه آباده، بوانات، خرم‌بید و سرچهان
حوزهٔ انتخاباتی آباده، بوانات، خرم‌بید و سرچهان یکی از حوزه‌های استان فارس برای انتخابات مجلس شورای اسلامی است. این حوزه به مرکزیت آباده، ۱ نماینده در مجلس شورای اسلامی دارد.

## فهرست نمایندگان
- دورۀ اول: علی کرمانی
- دورۀ دوم: علی نظری منفرد
- دورۀ سوم: رحمت‌الله خسروی
- دورۀ چهارم: سید محمدحسین دانا
- دورۀ پنجم: سید محمدحسین دانا
- دورۀ ششم: سید مهدی طباطبائی
- دورۀ هفتم: محمود محمدی
- دورۀ هشتم: داوود محمدجانی
- دورهٔ نهم: رحیم زارع
- دورهٔ دهم: رحیم زارع
- دورهٔ یازدهم: رحیم زارع
- دوره دوازدهم: رحیم زارع

## پی‌نوشت و منبع
- «جدول حوزه‌های انتخابیه در انتخابات دهمین دورهٔ مجلس شورای اسلامی» (PDF). مرکز پژوهش و سنجش افکار صدا و سیما. بایگانی‌شده از اصلی (PDF) در ۵ اكتبر ۲۰۱۸. دریافت‌شده در ۱۶ ژوئیه ۲۰۱۶. تاریخ وارد شده در |archive-date= را بررسی کنید (کمک)